# Stjepan Srkulj
Stjepan Srkulj (Varaždin, 3. prosinca 1869. − Zagreb, 8. rujna 1951.) bio je poznati hrvatski srednjoškolski profesor i pisac povijesnih udžbenika te lokalni političar.
Bio je zagrebački gradonačelnik od 1917. do 1920. te od 1928. do 1932. godine.
Od 1903. do 1905. i od 1916. do 1918. predavao je u Klasičnoj gimnaziji u Zagrebu
Godine 1937. napisao je svoje najpoznatije djelo, Hrvatska povijest u dvadeset i pet karata. To je djelo o hrvatskoj prošlosti u povijesti i atlasu u kojem je prikazujući povijest, sjedišta i kretanja i drugih naroda koji su se kretali kuda i Hrvati ili su obitavali na ovim prostorima prije Hrvata, ili se, nakon formiranja hrvatske države u ranom srednjem vijeku, nalaze u njihovu susjedstvu.
Pratio je sve uspone i padove Hrvata i hrvatske države, i to od vremena kad je u X. stoljeću bila ujedinjena i na vrhuncu svoje moći, pa do XV. i XVI. stoljeća, kad je osmanlijskim osvajanjem Hrvatska svedena na "ostatke ostataka nekoć slavnoga kraljevstva Hrvatskog" (reliquiae reliquiarum olim magni et inclyti regni Croatiae), a potom i razdoblje "obnovljene Hrvatske" (Croatiae redivivae), od XVII. stoljeća pa sve do svoga vremena.
Iako su pojedini hrvatski povjesničari kao Lučić i Vitezović još od XVII. stoljeća radili povijesne i političko-zemljopisne karte te iako je postojao prvi (Klaićev) nacionalni atlas hrvatske povijesti već 1888. godine, a i ine, sve do pojave Srkuljeva atlasa 1937. godine, Hrvatska nije imala jedan cjeloviti pregled hrvatske prošlosti u povijesti i zemljovidima - atlasu.

## Djela
- Die entstehung der ältesten russischen sogenannten Nestorchronik: mit besonderer rücksicht auf Svjatoslav's zug nach der Balkanhalbinsel; literar-historische studie, književno-povijesna studija, 1896.[3]
- Uputa zemljovidu za historički razvitak Hrvatske, 1906.[4]
- Pregled opće i hrvatske povijesti, 1909.[5]
- Izvori za povijest, Nakl. Kr. Hrv.-Slav.-Dalm. zemaljske vlade, 1910.[6](2. izd. 1913.)
- Izvori za hrvatsku povijest, 1911. (piščeva naklada)[7]
- Documenta historiam croaticam spectantia: Po školkom izdanju, 1912. (suautori Koloman Rac, Dragutin Kišpatič)[8]
- Povijest novoga vijeka, nakl.Hrv.-Slav. Zem.Vlade, 1919.[9]
- Povijest staroga vijeka za V. razred srednjih učilišta, Naklada Kr. hrv.-slav. zemaljske vlade, 1919.[10]
- Povijest Hrvata, Srba i Slovenaca, 1921.[11]
- Povijest srednjega vijeka, 1924.[12]
- Povijest srednjega vijeka za više razrede srednjih učilišta (3. izd.), 1924.[13]
- Kulturno-historijska izložba grada Zagreba: (preštampano iz "Hrvata"), 1925.[14]
- Kratka povijest Hrvata, 1926.[15]
- Povijest srednjega vijeka za niže razrede srednjih škola, 1926. ( 2. izd.)[16]
- Povijest Srba, Hrvata i Slovenaca, 1927.[17]
- Zemljopis kraljevine Srba, Hrvata i Slovenaca za osnovne škole, 1927.[18]
- Zagreb u prošlosti i sadašnjosti: 1093-1928, 1928.[19]
- Zemljopis za prvi razred srednjih škola, 1930.[20]
- Zagreb einst und jetzt. 1093-1930. (2. izd.), 1930.[21]
- Zagreb past and present, 1095-1930, Royal Free Town of Zagreb, 1930.[22]
- Zagreb, der Vergangenheit und Gegenwart: 1093-1936, 1936.[23]
- Hrvatska povijest u devetnaest karata, Hrvatski izdavalački bibliografski zavod, 1937.[24]
- Biserje grčkih priča, 1940.[25]
- Poviest novoga vieka za VII. razred srednjih škola, 1943.[26]
- Hrvatska poviest za VIII.: razred srednjih škola, Izd. Nakl. odjela Hrvatske drž. tiskarne, 1944.[27]